# روبرت باول (لاعب قفز طويل)
روبرت باول (بالفرنسية: Robert Paul)‏ هو لاعب قفز طويل فرنسي، ولد في 20 أبريل 1910 في Biganos ‏ في فرنسا، وتوفي في 15 ديسمبر 1998.

## وصلات خارجية
- روبرت باول على موقع الاتحاد الدولي لألعاب القوى (الإنجليزية)
- روبرت باول على موقع اللجنة الأولمبية الدولية (الإنجليزية)
- روبرت باول على موقع أوليمبيديا (الإنجليزية)